# Старая Белецкая
Старая Белецкая (укр. Стара Білецьківка) — село, Белецковский сельский совет, Кременчугский район, Полтавская область, Украина.
Код КОАТУУ — 5322480406. Население по переписи 2001 года составляло 234 человека.

## Географическое положение
Село Старая Белецкая находится на правом берегу реки Днепр (Кременчугские плавни), выше по течению на расстоянии в 0,5 км расположено село Новоселовка, ниже по течению на расстоянии в 1,5 км расположено село Чечелево.